# Cissus rotundifolia
Cissus rotundifolia är en vinväxtart som först beskrevs av Peter Forsskål, och fick sitt nu gällande namn av Vahl. Cissus rotundifolia ingår i släktet Cissus och familjen vinväxter. Utöver nominatformen finns också underarten C. r. ferrugineopubescens.